# Oblastní rada Lev ha-Šaron
Oblastní rada Lev ha-Šaron (hebrejsky מועצה אזורית לב השרון, Mo'aca ezorit (také azorit) Lev ha-Šaron, doslova „Oblastní rada Srdce Šaronu“) je oblastní rada v Centrálním distriktu v Izraeli.
Nachází se v hustě osídlené a zemědělsky intenzivně využívané pobřežní planině jižně a jihovýchodně od města Netanja, a dále k východu, směrem k Zelené linii. V této oblasti leží i některá městská sídla jako Even Jehuda nebo Kadima-Coran, která ale pod jurisdikci Oblastní rady Lev ha-Šaron nespadají.

## Dějiny
Novověké židovské osídlení v této oblasti začalo vznikat již za mandátní Palestiny. Již během 30. a 40. let 20. století se zde vytvořila kompaktní oblast židovského zemědělského osídlení orientovaného na pěstování citrusů (pomeranč je i ve znaku oblastní rady). Sídelní síť se pak dotvořila po vzniku státu Izrael, tedy po roce 1948. Během války za nezávislost v roce 1948 opustila zároveň pobřežní nížinu zbylá arabská populace.
Oblastní rada Lev ha-Šaron vznikla roku 1984 sloučením dvou dosavadních oblastních rad a to Oblastní rady Hadar ha-Šaron a Oblastní rady ha-Šaron ha-Cafoni.
Sídlo úřadů oblastní rady leží v komplexu mezi vesnicí Bnej Dror a dálnicí číslo 4. Starostou rady je עמיר ריטוב - Amir Ritov. Oblastní rada má velké pravomoci zejména v provozování škol, územním plánování a stavebním řízení nebo v ekologických otázkách.

## Seznam sídel
Oblastní rada Lev ha-Šaron sdružuje celkem 19 sídel. Z toho je šestnáct mošavů, dvě společné osady a jedno další sídlo.
| mošavy - Azri'el - Bnej Dror - Cur Moše - Ejn Sarid - Ejn Vered - Ge'ulim - Cherut - Januv - Kfar Hess - Kfar Ja'bec - Mišmeret - Nicanej Oz - Nordija - Porat - Ša'ar Efrajim - Tnuvot | společné osady - Ganot Hadar - Je'af | ostatní sídla - Kfar Avoda |

## Demografie
K 31. prosinci 2014 žilo v Oblastní radě Lev ha-Šaron 22 700 obyvatel. Z celkové populace bylo 22 500 Židů. Včetně statistické kategorie "ostatní" tedy nearabští obyvatelé židovského původu, ale bez formální příslušnosti k židovskému náboženství jich bylo 22 700.
| Rok            | 1961  | 1972  | 1983  | 1995   | 2006   | 2008   | 2009   | 2010   | 2011   | 2012   | 2013   | 2014   |
| -------------- | ----- | ----- | ----- | ------ | ------ | ------ | ------ | ------ | ------ | ------ | ------ | ------ |
| Počet obyvatel | 7 000 | 7 300 | 7 200 | 13 500 | 19 000 | 19 900 | 20 600 | 21 200 | 22 000 | 22 400 | 22 600 | 22 700 |